# Idioma protodravídico septentrional
El protodrávidico septentrional es el ancestro reconstruido de las lenguas drávidas septentrionales. Como lo son el Malto, Kurukh y Brahui.